# Torgeir Schjerven
Torgeir Schjerven, född 28 augusti 1954, är en norsk författare och lyriker. Schjerven är utbildad bildkonstnär. Han har tidigare arbetat som filmskådespelare, bland annat i filmen Lasse & Geir (1976), regi Svend Wam och Petter Vennerød) och Den tysta majoriteten (1977), regi Svend Wam.
År 1995 blev Schjerven föreslagen till Nordiska rådets litteraturpris för romanen Omvei til Venus.
Torgeir Schjerven är gift med författaren Inger Elisabeth Hansen.